# Malcolm Gladwell
Malcolm Gladwell (ur. 3 września 1963 w Fareham) – kanadyjski pisarz, reporter i publicysta, związany z tygodnikiem "New Yorker", a wcześniej z dziennikiem "Washington Post".
Urodzony w Wielkiej Brytanii, jest z pochodzenia Kanadyjczykiem. Magazyn "Time" umieścił go na liście stu najbardziej wpływowych myślicieli i naukowców. W swoich publikacjach zwraca uwagę na nieoczekiwane implikacje badań z dziedzin nauk społecznych, często odwołując się do prac z zakresu psychologii i psychologii społecznej. W swej książce "Błysk" podkreśla znaczenie intuicji, zaś w "Poza schematem" kładzie nacisk na rolę pracy grupowej jako niezbędnego elementu każdego sukcesu.